# Kusunoki Masashige

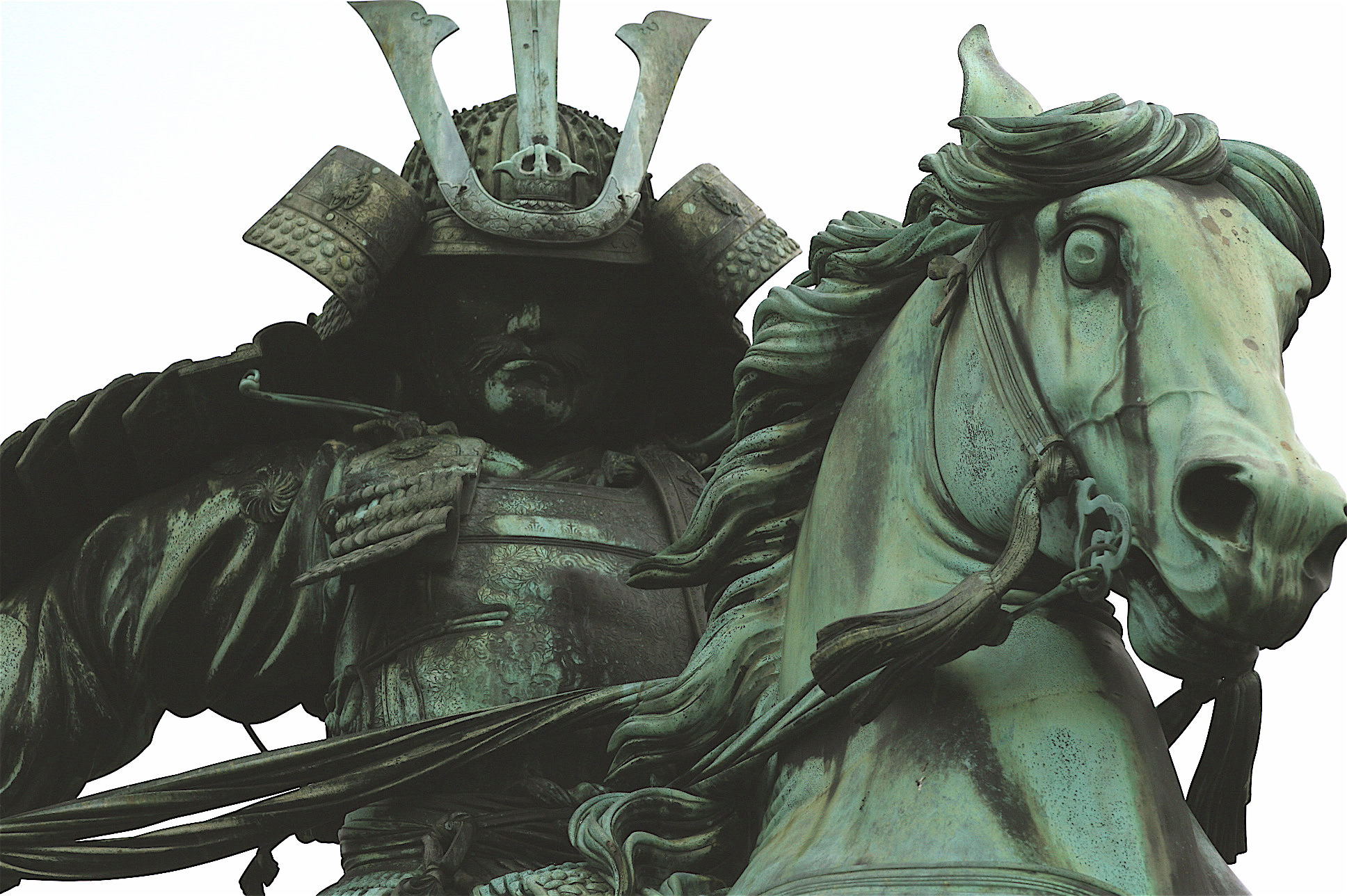
Statue équestre de Kusunoki Masashige, à l'extérieur du palais impérial de Tokyo.

 (septembre 2019).
Kusunoki Masashige (楠木 正成, 1294 ?-5 juillet 1336) est un chef militaire de l'époque Nanboku-chō. Samouraï de modeste extraction, il a combattu pour le compte de l'empereur Go-Daigo dans sa tentative pour reprendre le contrôle du Japon au shogunat de Kamakura. Son nom est devenu synonyme à partir de l'ère Meiji, de fidélité et de dévotion extrême à l'empereur.

## Sa date de naissance
On lui attribue parfois une naissance en l'an 1294 mais cela varie fortement selon les sources :
- Danielle Elisseeff écrit 1294 comme année de naissance[2] ;
- Louis Frédéric dans sa notice sur Kusunoki Masashige indique l'année 1294[3] ;
- Stephen Turnbull mentionne également dans ses ouvrages cette date de 1294[4] ;
- le dictionnaire généraliste japonais Daijisen (大辞泉) lui attribue aussi 1294[5].

À l'inverse :
- le Dictionnaire historique du Japon n'indique qu'un simple « ? » pour sa date de naissance[6] ;
- Francine Hérail, qui a participé au Dictionnaire historique du Japon[7], inscrit également un « ? » pour l'année de naissance[8] ;
- l'encyclopédie électronique japonaise My Pedia (マイペディア) préfère laisser un « ? »[9].

## La famille Kusunoki
La famille Kusunoki (楠木氏, Kusunoki-uji) était installée dans la province médiévale du Kawachi (au sud-est de l'actuelle préfecture d'Osaka). Ses membres ont prétendu descendre de Tachibana no Moroe (橘諸兄, Tachibana no Moroe, 684-757), personnage influent dans la politique de l'époque de Nara. Mais la première véritable figure de premier ordre de la famille a été Kusunoki Masashige, et c'est seulement à partir de son époque que des indications fiables sur la famille ont été compilées.

## Les troubles de l'ère Genkō (1331-1333)
En 1331, Kusunoki Masashige participe aux violents affrontements entre l'empereur retiré Go-Daigo et le bakufu de Kamakura connus sous le nom de « troubles de l'ère Genkō » (元弘の変, Genkō no hen) et qui vont s'étendre jusqu'en 1333. Il s'y rend célèbre par sa résistance acharnée, avec ses maigres troupes, aux forces du bakufu au château d'Akasaka puis à celui de Chihaya (tous les deux dans l'actuelle préfecture d'Osaka). Il permet ainsi aux forces de l'empereur de bénéficier du temps nécessaire pour organiser l'opposition au bakufu et de préparer la chute de celui-ci en 1333.
Son activité durant l'année 1333 a été rapportée dans le Kusunoki kassen chūmon (楠木合戦注文), première partie d'un ouvrage en deux volumes consacré aux événements de l'année 1333. Ce document liste aussi les récompenses offertes par le shogunat pour la tête de Kusunoki Masashige et pour celle du prince Morinaga : domaines d'Asō (province d'Ōmi) et de Funai (province de Tango). Cette référence semble contredire l'affirmation de Louis Frédéric dans son livre Le Japon. Dictionnaire et Civilisation que l'« on ne connaît de lui que les légendes et faits racontés dans le Taiheiki où il est un personnage majeur ».

## La restauration de Kemmu
Ces succès militaires lui valent durant la restauration de Kemmu de recevoir plusieurs honneurs et fonctions importantes (gouvernement de sa province d'origine, le Kawachi, notamment). Lors de la révolte de Ashikaga Takauji en 1336, Kusunoki Masashige demeure fidèle à la cause impériale. Il parvient d'abord à repousser Ashikaga Takauji mais il est finalement défait par ce dernier à la bataille de Minatogawa (près de l'actuelle ville de Kōbe) en 1336, où il préfère se suicider plutôt que de tomber aux mains de l'ennemi.

## Descendance et postérité

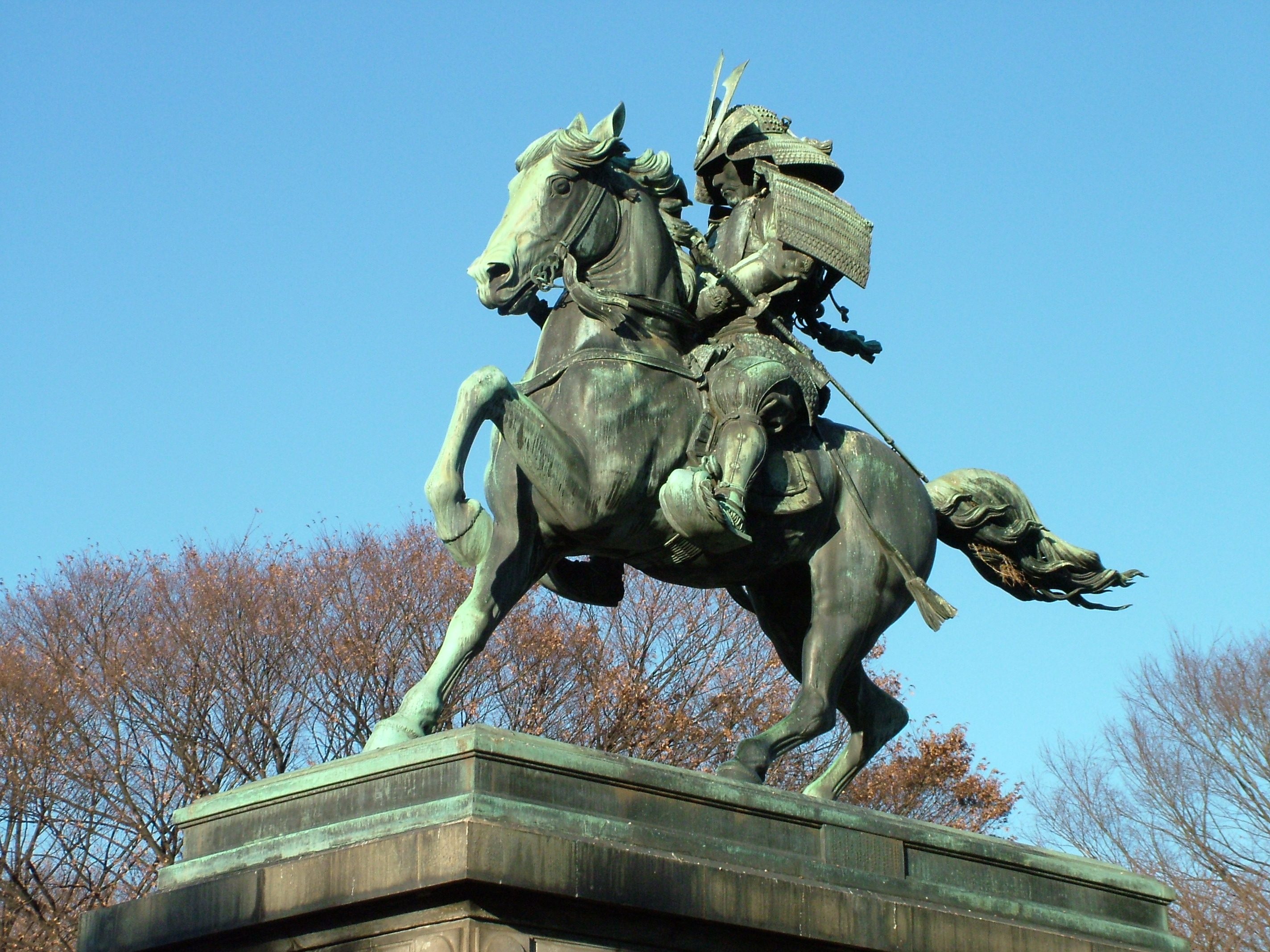
Statue équestre de Masashige Kusunoki, à l'extérieur du palais impérial de Tokyo.

Ses descendants serviront activement la cour du Sud (cour créée à Yoshino par l'empereur Go-Daigo après son éviction du pouvoir en 1336).
À la fin du XIXe siècle, son existence fut contestée par Shigeno Yasutsugu, alors professeur dans le tout récent département d'histoire japonaise de l'université impériale de Tokyo, dans le cadre de l'entreprise menée par ce dernier et d'autres historiens japonais de cette époque (tels que Kume Kunitake) de mettre à bas les mythes encombrant l'histoire traditionnelle du Japon.
Une impressionnante statue en bronze de Kusunoki Masashige, de 4 mètres de haut sur un piédestal de 4 mètres, a été placée depuis 1900 sur la grande esplanade en face du Palais impérial de Tokyo.
En 1960, l'assassin de Inejirō Asanuma, Otoya Yamaguchi se suicide en prison, après avoir inscrit sur le mur de sa cellule « sept vies pour mon pays, dix mille années pour sa Majesté l'Empereur » en référence au samouraï Kusunoki Masashige.